# John Wesley Hyatt
John Wesley Hyatt, född 28 november 1837 i Starkey, New York, död 10 maj 1920, var en amerikansk boktryckare och uppfinnare som registrerade 200 patent, men som är mest känd för att ha uppfunnit ett sätt att på ett billigt sätt tillverka celluloid.
Tillsammans med sin bror erhöll Hyatt ett pris som hade utfästs av en firma i New York på 10 000 dollar till den som kunde framställa ett syntetiskt material som ersatte elfenben i biljardbollar. Bröderna Hyatt fick 1869 patent på en biljardboll som var tillverkad av pappersmassa blandad med cellulosanitratlösning. Han tilldelades Perkinmedaljen 1914.